# Bruine roodmus
De bruine roodmus (Carpodacus edwardsii) is een zangvogel uit de familie Fringillidae (Vinkachtigen).

## Verspreiding en leefgebied
Deze soort komt voor in de Himalaya en telt 2 ondersoorten:
- Carpodacus edwardsii edwardsii: zuidelijk centraal China.
- Carpodacus edwardsii rubicundus: de oostelijke Himalaya, zuidoostelijk Tibet en noordelijk Myanmar.